# Joel Hastings Metcalf
| Odkryte planetoidy: 41 | Odkryte planetoidy: 41 |
| ---------------------- | ---------------------- |
| (525) Adelaide         | 21 października 1908   |
| (581) Tauntonia        | 24 grudnia 1905        |
| (599) Luisa            | 25 kwietnia 1906       |
| (600) Musa             | 14 czerwca 1906        |
| (602) Marianna         | 16 lutego 1906         |
| (603) Timandra         | 16 lutego 1906         |
| (604) Tekmessa         | 16 lutego 1906         |
| (611) Valeria          | 24 września 1906       |
| (620) Drakonia         | 26 października 1906   |
| (622) Esther           | 13 listopada 1906      |
| (636) Erika            | 8 lutego 1907          |
| (637) Chrysothemis     | 11 marca 1907          |
| (638) Moira            | 5 maja 1907            |
| (645) Agrippina        | 13 września 1907       |
| (653) Berenike         | 27 listopada 1907      |
| (655) Briseïs          | 4 listopada 1907       |
| (660) Crescentia       | 8 stycznia 1908        |
| (661) Cloelia          | 22 lutego 1908         |
| (662) Newtonia         | 30 marca 1908          |
| (673) Edda             | 20 września 1908       |
| (675) Ludmilla         | 30 sierpnia 1908       |
| (690) Wratislavia      | 16 października 1909   |
| (691) Lehigh           | 11 grudnia 1909        |
| (694) Ekard            | 7 listopada 1909       |
| (695) Bella            | 7 listopada 1909       |
| (696) Leonora          | 10 stycznia 1910       |
| (726) Joëlla           | 22 listopada 1911      |
| (729) Watsonia         | 9 lutego 1912          |
| (736) Harvard          | 16 listopada 1912      |
| (737) Arequipa         | 7 grudnia 1912         |
| (739) Mandeville       | 7 lutego 1913          |
| (740) Cantabia         | 10 lutego 1913         |
| (741) Botolphia        | 10 lutego 1913         |
| (747) Winchester       | 7 marca 1913           |
| (755) Quintilla        | 6 kwietnia 1908        |
| (756) Lilliana         | 26 kwietnia 1908       |
| (757) Portlandia       | 30 września 1908       |
| (767) Bondia           | 23 września 1913       |
| (784) Pickeringia      | 20 marca 1914          |
| (792) Metcalfia        | 20 marca 1907          |
| (1345) Potomac         | 4 lutego 1908          |

Joel Hastings Metcalf (ur. 4 stycznia 1866 w Meadville, zm. 23 lutego 1925 w Portland) – amerykański duchowny, minister Kościoła unitariańskiego, humanitarysta, astronom amator.
Odkrył 41 planetoid. Jest również współodkrywcą dwóch komet okresowych: 23P/Brorsen-Metcalf i 97P/Metcalf-Brewington oraz odkrywcą trzech komet długookresowych lub nieokresowych: C/1910 P1 (Metcalf), C/1913 R1 (Metcalf) i C/1919 Q2 (Metcalf).
Na jego cześć nazwano dwie z odkrytych przez niego planetoid: (792) Metcalfia i (726) Joëlla.